# 聖アウグスチノ修道会
聖アウグスチノ修道会（せいアウグスチノしゅうどうかい、ラテン語: Ordo Sancti Augustini，略称: O.S.A.）は、聖アウグスティヌスの作った会則に基づいて修道生活を送っていた修道士のグループが、13世紀半ばに合同して成立した修道会。ドミニコ会やフランシスコ会、カルメル会と並ぶ托鉢修道会として知られる。

## 歴史
聖アウグスチノ修道会はアウグスティヌス自身が創立したわけではなく、13世紀にアウグスティヌスの会則に則って生活していた修道士たちによって設立された。ただし、アウグスティヌスの会則とされるものには『プラエケプトゥム』、『レグラ･プエラールム』、『ディスキプリナ･モナステリイ』、『レグラ･コンセンソリア』など複数存在し混乱もみられる。
宗教改革の火蓋を切ったマルティン・ルターや修道院の庭に蒔いたエンドウマメで遺伝の法則を発見したグレゴール・ヨハン・メンデルは何れもアウグスチノ会の会員である。また、メンデルがモラヴィア（現在のチェコ東部）地方の中心都市であるブルノにある修道院で遺伝の研究を行っていたころ、同修道院の少年聖歌隊に、後に作曲家として名を成す幼き日のレオシュ・ヤナーチェクが入り、これがヤナーチェクの音楽家人生の始まりとなったという。

### 創立
11世紀から12世紀のイタリアのトスカーナ、ロンバルディア、ロマーニャ、マルケなどにはアウグスティヌスの会則を基本とする修道者の団体が複数存在していた。さらに13世紀初頭にはスペイン、ドイツ、フランスに修道者が派遣され修道院が設立された。1244年、ローマ教皇インノケンティウス4世はこれらの修道者にアウグスティヌスの会則を課すとともに枢機卿アンニバルディに修道院の統合の任を託し、これがアウグスチノ会の始まりとされている。

### 大合併
1255年、ローマ教皇アレクサンデル4世は、グリエルモ隠遁者会、アウグスチノ修道会、福者ジョヴァンニ･ボノの隠遁者会、モンテ･ファヴァーリの兄弟会、ブレッティーノの隠修士会に対して合併を命じた。このうちグリエルモ隠遁者会とモンテ･ファヴァーリ兄弟会は教皇の認可を得て合併から離脱したが、残りの3団体は1256年4月9日の教皇大勅書『リケト･エクレシアエ』のもとで合併が承認され、アウグスチノ隠修士会に統合された（大合併と称されている）。

## 海外宣教活動

### メキシコ
聖アウグスチノ修道会の最初の海外宣教地となったのがメキシコである。1562年には約50の修道院に300人近い修道会員が生活していた。

### カナダ
1639年、フランス国王ルイ13世の治世下、史上初の女性宣教師であるフランスの聖アウグスチノ修道会の修道女がカナダに派遣された。彼女たちはメキシコ以北の初の病院をケベックシティに設立し、看護活動を行なった。2023年、21世紀までの一連の看護活動の記録は世界の記憶に登録された。

### 日本
日本には1584年に初めて上陸し、キリシタン迫害の時代には多くの殉教者を生んだ。そのうち金鍔次兵衛神父は、2008年11月24日に長崎県長崎市の長崎県営野球場で行われた列福式で福者に列せられた。
1952年になるとアメリカ合衆国ペンシルベニア州におかれているヴィラノヴァ管区からトマス・パーセル神父をはじめとした3名の会員が宣教師として長崎に送られ、活動を再開した。その後、長崎市の城山教会をはじめとして、福岡の笹丘教会、名古屋の港教会、東京の葛西教会で小教区司牧を行い、また幼稚園や小・中学校の経営にも当たっている。1996年になって日本宣教地区はヴィラノヴァ管区に属する日本分管区（正式名称：日本殉教者分管区）として認可され、分管区本部は城山教会に置かれた。なお、聖アウグスティヌスの会則は、アウグスチノ会のみならず、ドミニコ会や聖母被昇天修道会(R.A.)など、多くの男女修道会によって取り入れられている。

## 著名なアウグスチノ会士
- カッシアのリタ　15世紀イタリア・ウンブリア地方の修道女、聖痕者、聖人。
- マルティン・ルター
- 金鍔次兵衛　キリシタン時代の司祭、福者、殉教者で、「ペトロ岐部と187殉教者」のひとり。
- アンナ・カタリナ・エンメリック　19世紀ドイツの修道女、幻視者、福者。
- グレゴール・ヨハン・メンデル
- レオ14世　第267代ローマ教皇